# 후지타 세이야
후지타 세이야(일본어: 藤田 征也, 1987년 6월 2일 ~ )는 일본의 전 축구 선수이다.

## 구단 경력
그는 2005년부터 2022년까지 J리그의 콘사돌레 삿포로, 알비렉스 니가타, 쇼난 벨마레, 도쿠시마 보르티스에서 활동하였다.

## 국가대표팀 경력
그는 2007년 FIFA U-20 월드컵에 참가할 일본 U-20 국가대표팀에 발탁되었으며, 4경기에 출전했다.